# Абдельазіз Джерад
Абдельазіз Джерад (12 лютого 1954 , Хеншела ) — алжирський політик, прем'єр-міністр Алжиру 28 грудня 2019 — 30 червня 2021.

## Біографія
Народився 12 лютого 1954 року у Хеншелі, в 1976 році закінчив алжирський Інститут політології та міжнародних відносин, в 1981 році здобув докторський ступінь з політології у Паризькому університеті.
З 1992 року викладав у різних університетах в Алжирі та за кордоном
..
В 1989—1992 роках був директором алжирської Національної школи управління, в 1992—1993 роках — радник адміністрації президента Алжиру з дипломатичних питань, в 1993—1995 роках — голова адміністрації президента Алжиру.
Генеральний директор Алжирського агентства міжнародного співробітництва (1996—2000), генеральний секретар Міністерства закордонних справ Алжиру (2001—2003)
.
У складі Центрального комітету Фронту національного визволення, під час президентської кампанії 2004 року підтримував кандидатуру Алі Бенфліса.
Через політичне співробітництво з Бенфлісом виключено з керівництва ФНП і залишив державну службу.
В 2016 повернувся до ЦК партії, але знову вийшов з нього після обрання генеральним секретарем Джамаля Улда Аббеса.
В 2019 році публічно підтримав протести, спрямовані проти президента Бутефліки
.
28 грудня 2019 року новий президент Абдельмаджид Теббун призначив Абдельазіза Джарада прем'єр-міністром (його попередником був Сабрі Букадум, що тимчасово виконував обов'язки прем'єра після відставки Нуреддіна Бедуї)
.
4 січня 2020 року було сформовано уряд Джарада у складі 39 осіб, включаючи 7 міністрів-делегатів та 4 державних секретарів.
П'ять другорядних посад здобули жінки, ключові портфелі залишилися в руках колишніх міністрів: Сабрі Букадум залишився міністром закордонних справ, а Белькасем Зегматі — міністром юстиції; кілька посад обійняли професіонали, а не політичні призначенці.
Президент Теббун скасував посаду заступника міністра оборони, яку кілька років обіймав Ахмад Гайд Салах, а сам став міністром оборони
.
23 червня 2020 року Джарад сформував свій другий уряд, замінивши міністрів вищої освіти, енергетики та фінансів
.
21 лютого 2021 року на вимогу президента Теббуна сформовано новий кабінет, зі збереженням на колишніх посадах прем'єр-міністра та ключових міністрів (замінено міністрів енергетики, промисловості, водних ресурсів, туризму, навколишнього середовища та громадських робіт)
.
24 червня 2021 року на наступний день після оголошення офіційних підсумків нових парламентських виборів, відносну перемогу на яких знову здобув Фронт національного визволення, Джарад оголосив про відставку свого уряду

(явка на виборах склала 23 %, ФНП втратив 50 депутатських місць і з 105 мандатами контролює близько чверті парламенту
).
Його наступником на посаді прем'єр-міністра країни став міністр фінансів Аймен Бенабдеррахман
.